# ¿Qué es esa cosa llamada ciencia?
¿Qué es esa cosa llamada ciencia? (en inglés: What Is This Thing Called Science?) es el segundo libro del físico y filósofo británico Alan Francis Chalmers. Fue publicado por la editorial de la Universidad de Queensland en 1976, y por Siglo Veintiuno Editores en español.

## Reseña
«¿Qué es esa cosa llamada ciencia? Una valoración de la naturaleza y el estatuto de la ciencia y sus métodos.» Es un libro del físico, profesor y filósofo Alan Francis Chalmers. Es superventas. Fue traducido al español por  Eulalia Pérez Sedeño y Pilar López Máñez, ha sido traducido también al francés, alemán, chino, italiano, entre otros. Editado en México, España, Argentina y Colombia, cuenta con más de seis ediciones. El libro está escrito con el mínimo uso de términos técnicos.

## Contenido
En los primeros cuatro capítulos Chalmers discute las operativa básica de las ciencias físicas y una serie de hechos y ejemplos históricos relevantes para la discusión posterior.
En el primer capítulo se describe la ciencia como un conocimiento derivado de la experiencia y la posibilidad de que esa visión simplista sea sostenible. El capítulo dos, trata del papel de la observación. El capítulo tres discute la importancia de los experimentos y su contribución a la ciencia. En el capítulo cuatro se discute el asunto de la inducción y si puede sostener si la ciencia es simplemente una teoría científica o es una inferencia a partir de los hechos.
En esos capítulos el autor muestra la insuficiencia de la idea que la ciencia deriva simple y directamente de la observación atenta de los hechos desnudos y de la dependencia de la teoría para interpretar resultados, y ofrece numerosos ejemplos que hacen insostenible la visión más simple e intuitiva del conocimiento como acumulación progresiva de observaciones.
A partir del capítulo cinco, Chalmers aborda los enfoques de diferentes escuelas y pensadores que han tratado de caracterizar el conocimiento científico. El quinto capítulo hace una introducción al falsacionismo y critica el falsacionismo simplista. El sexto capítulo discute el versiones más sofisticadas de falsacionismo, y en particular habla del papel de las nuevas predicciones en el desarrollo de la ciencia. El séptimo capítulo discute con cierta extensión las limitaciones del falsacionismo. El octavo capítulo es sobre los paradigmas de Kuhn y la sociología de la ciencia. El noveno capítulo es de los programas de investigación propuestos por Imre Lakatos ampliando el trabajo de Kuhn. El décimo capítulo critica la teoría anarquista de la ciencia de Feyerabend.
Discutidas las posiciones de Karl Popper, Thomas Kuhn, Imre Lakatos y Feyerabend, Chalmers trata de explicar como existen diversas dificultades en esa explicación, en particular trata de superar la dificultad para caracterizar qué es ciencia frente a lo que no es ciencia, y trata de superar el relativismo en el que desemboca la exageración de ciertas posturas anticipadas por Kuhn.
En los últimos capítulos Chalmers trata de explicar posibles vías para solucionar el problema del relativismo, y discute secuencialmente los siguientes temas: cambios metódicos del método, punto de vista bayesiano y el nuevo experimentalismo de Deborah Mayo.
En los dos últimos capítulos antes del epílogo, Chalmers deja las cuestiones sobre la metodología de la investigación científica y discute brevemente algunas cuestiones ontológicas como: ¿Por qué el mundo habría de obedecer leyes? y las implicaciones del realismo y antirrealsmo
Finalmente el capítulo final hace un resumen de las cuestiones claves.